# Kumon
Kumon – sieć centrów edukacyjnych oraz metoda nauczania, której twórcą jest Toru Kumon. 
Metoda nauczania Kumon, wywodząca się z Japonii, stanowi systematyczny program edukacyjny, który skupia się na rozwijaniu umiejętności matematycznych i językowych uczniów poprzez regularne wykonywanie zadań w formie kart pracy. Opracowana w latach 50. XX wieku, technika ta kładzie nacisk na samodzielną pracę i systematyczne powtarzanie zadań, dążąc do wewnętrznego zrozumienia materiału przez ucznia. Głównym celem metody jest rozwijanie nie tylko umiejętności w danej dziedzinie, ale także kształtowanie samodyscypliny, wytrwałości i pewności siebie u uczniów. W Polsce w centrach Kumon prowadzone są zajęcia z matematyki i angielskiego.